# 3-я Словенская ударная бригада
3-я Словенская народно-освободительная ударная бригада «Иван Градник» (сербохорв. 3. slovenska narodnoosvobodilačka udarna brigada «Ivan Gradnik» / 3. словенска народноослободилачка бригада «Иван Градник», словен. 3. slovenska narodnoosvobodilna udarna brigada «Ivan Gradnik») — словенское подразделение Народно-освободительной армии Югославии. Была названа в честь лидера крестьянского восстания Ивана Миклавчича, известного более как Иван Градник. Награждена Орденом «За заслуги перед народом» I степени (1953 год) и Орденом Национального освобождения (1961 год).
В составе бригады действовала «русская» рота, состоявшая из граждан СССР. В её рядах начинал свою партизанскую деятельность Герой Советского Союза Мехти Гусейнзаде.

## Структура
Образованная 14 марта 1943 бригада насчитывала три батальона. В августе 1943 года к ней присоединился четвёртый батальон, в сентябре партизаны добыли две гаубицы. В ноябре 1943 года появились пятый батальон и рота тяжёлого оружия. В августе 1944 года осталось четыре батальона, а в ноябре — три, но их место заняли инженерный взвод и взвод связи.

## Личный состав

### Командиры[1]
- Данило Шорович (26 апреля — 3 ноября 1943)
- Мартин «Руди» Грейф (3 ноября 1943 — 30 января 1944)
- Павел «Станко» Еж (30 января — 20 марта 1944)
- Ратко Марьянович (20 марта — 21 сентября 1944)
- Иван «Изток» Сулич (21 сентября 1944 — 21 января 1945)
- Самуэль «Само» Хорват (21 января — 10 марта 1945)
- Радо «Якец» Кланьшчек (с 10 марта 1945)

### Политкомиссары[2]
- Цвето «Флориян» Мочник (26 апреля 1943)
- Антон «Цене» Бавец (27 апреля — июнь 1943)
- Йоже Черин (июнь — август 1943)
- Франц «Рок» Тавчар (август — 2 сентября 1943)
- Винко «Радош» Шумрада (2 сентября — 3 ноября 1943)
- Драго «Стрела» Флис (3 ноября 1943 — 10 февраля 1944)
- Иван Франко (февраль — апрель 1944)
- Иван «Изток» Сулич (апрель — август 1944)
- Иван Франко (август — 27 ноября 1944)
- Вильем «Вили» Клеменц (27 ноября 1944 — 21 января 1945)
- Алоиз Томшич (21 января — 5 марта 1945)
- Антон Кватерник (с 12 марта 1945)

### Заместители командира[3]
- Антон «Цене» Бавец (26 апреля 1943)
- Славко «Борис» Бомбач (июнь 1943)
- Йоже «Чапаев» Авсец (3 — 28 декабря 1943)
- Ратко Марьянович (28 декабря 1943 — 15 марта 1944)
- Йоже «Рудар» Михевц (15 марта — 15 мая 1944)
- Франц Немгар (15 мая — 3 сентября 1944)
- Иван «Изток» Сулич (3 — 21 сентября 1944)
- Светолик «Мито» Йованович (21 ноября — 20 декабря 1944)

### Заместители политкомиссара[4]
- Йоже Черин (май — июнь 1943)
- Драго «Сварун» Бранисель (3 ноября 1943 — 17 ноября 1944)
- Станко Петелин (30 января — 23 июня 1944)
- Миро Павлин (28 июня — 16 сентября 1944)
- Франц Краньц (16 сентября 1944 — 5 февраля 1945)
- Франц Вехар (5 февраля — 5 марта 1945)
- Франц Приможич (с 5 марта 1945)

### Начальники штаба[5]
- Франц «Чанчи» Рустя (15 сентября 1943 — февраль 1944)
- Отон Врхунец (15 мая — 1 октября 1944)
- Самуэль «Само» Хорват (1 октября 1944 — 21 января 1945)
- Иван Лебан (21 января — 7 февраля 1945)
- Радо Якин (15 — 24 февраля 1945)
- Душан Вукадинович (2 — 28 марта 1945)
- Радо Якин (с апреля 1945)

## Народные герои[6]
- Драго «Стрела» Флис
- Иван «Сочан» Ликар
- Йоже «Рудар» Михевц
- Цвето «Флориян» Мочник
- Карло Масло
- Душан «Дарко» Муних
- Франц «Поки» Поковец
- Михаела «Дрина» Шкапин
- Франц «Рок» Тавчар
- Янез Учакар

## «Русская» рота бригады
«Русская» рота (ruska četa) была сформирована в 4-м батальоне 3-й Словенской бригады в феврале 1944 года во время её пребывания в Випавской долине. В состав подразделения, наряду с несколькими словенцами, вошли граждане СССР — бывшие военнопленные красноармейцы, бежавшие из 162-й «тюркской» дивизии вермахта и других немецких частей. Собственно русских в её рядах на тот момент не было. В этой роте начинал свой военный путь в рядах словенских партизан будущий Герой Советского Союза, разведчик-диверсант 9-го корпуса Мехти Гусен-заде.

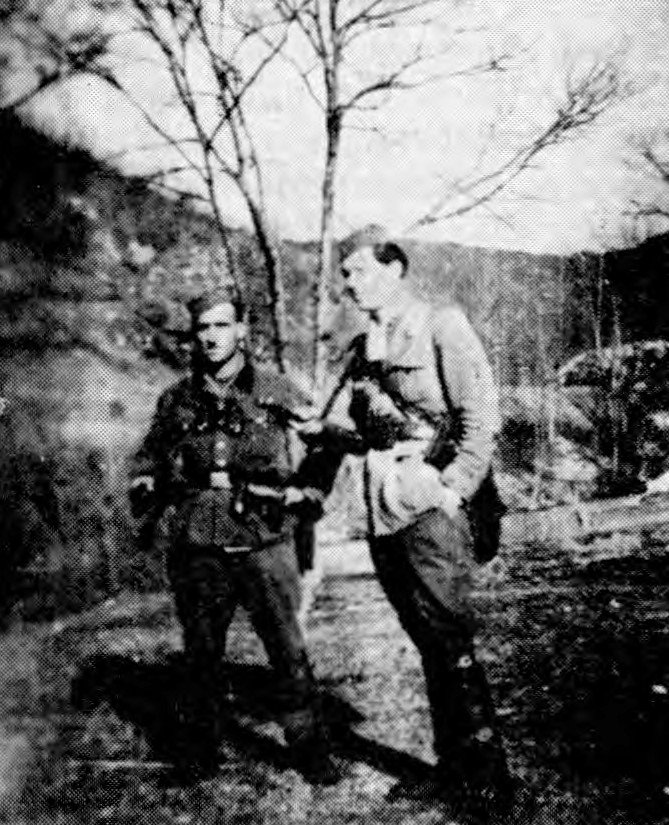
Командир «русской» роты Джавад Хакимли (слева) и комиссар роты Винко Томц

Командиром роты стал азербайджанец, старший лейтенант Красной армии Джавад Атахалил оглы Хакимли — Джавад Атахалилович Акимов. Политическим комиссаром — словенец Винко Томц (Vinko Tomc). К началу марта 1944 года «руска чета» насчитывала 32 бойца. Небольшая по численности рота быстро проявила свою боеспособность и уже в начале марта, после нападения на населённый пункт Годович (Godovič), была отмечена командованием в числе особо отличившихся. В дальнейшем рота участвовала во многочисленных боях против оккупантов. Её состав увеличился до 80 — 100 человек. 7 августа 1944 года по решению командования 9-го корпуса рота была передана во 2-й «русский» батальон 18-й Словенской ударной Базовицкой бригады, в составе которого её бойцы воевали до конца войны.
Судьбы Джавада Акимова и Мехти Гусен-заде были похожими. Джавад Атахалил оглы Хакимли родился 20 октября 1914 года. В первые же дни войны его, выпускника Орджоникидзевского военного училища, в числе других направили на Крымский фронт. В мае 1942 года он был тяжело ранен в бою и захвачен немцами в плен. Затем было лечение в госпитале, рабочий батальон в украинских Прилуках и, наконец, судьбоносная встреча в Миргороде с другим военнопленным — Мехти Гусейнзаде, который впоследствии стал известен под именем «Михайло». В 1942 году в районе города Калач Мехти Гусейнзаде был тяжело ранен и попал в плен. После лечения в госпитале его, как и Джавада Хакимли, перевели в Миргород, где располагался один из штабов «Азербайджанского национального легиона». Хакимли и Гусейнзаде были зачислены в данное воинское формирование вермахта. Ещё здесь оба задумали совершить побег, ждали только удобного случая. В феврале 1944 года в предместье Триеста — местечке Вилла-Опичина (итал. Villa Opicina) — Хакимли и Гусейнзаде при содействии местных подпольщиков Освободительного фронта совершили побег из немецкой армии и вскоре присоединились к партизанам 3-й Словенской бригады 9-го корпуса НОАЮ.
В 3-й бригаде Мехти Гусейнзаде пробыл недолго. Вскоре он получил задание по вербовке на сторону партизан «легионеров» из состава 162-й дивизии, а затем возглавил одну из диверсионных групп 9-го корпуса. Зная состояние и порядки немецких воинских частей, Мехти Гусейнзаде в форме немецких офицеров проникал в Триест и окрестные населённые пункты, где совершил ряд смелых и дерзких диверсий, а также организовал переход около 150 бывших советских военнопленных в ряды партизан. Партизан-разведчик «Михайло» погиб в ноябре 1944 года. В апреле 1957 года Мехти Гусейнзаде присвоено звание Героя Советского Союза (посмертно).

## Комментарии
1. ↑  В дальнейшем русская рота была включена в состав 1-го батальона бригады[7].